# 뉴마켓 세인츠
| 뉴마켓 세인츠 | |
| 콘퍼런스      | |
| 디비전        | 사우스 디비전 (1986년~1991년) |
| 설립연도      | 1986년 |
| 해체연도      | 1991년 |
| 역사          | 뉴브런즈윅 호크스 (1978년~1982년) 세인트캐서린스 세인츠 (1982년~1986년) 뉴마켓 세인츠 (1986년~1991년) 세인트존스 메이플리프스 (1991년~2005년) 토론토 말리스 (2005년~현재) |
| 경기장        | 레이 트워니 콤플렉스 |
| 연고지        | 온타리오주 뉴마켓 |
| 상징색        | 파랑, 하양 |
| 구단주        | |
| 단장          | |
| 감독          | |
| NHL 제휴      | |
| ECHL 제휴     | |
| 정규시즌 우승 | |
| 콘퍼런스 우승 | |
| 디비전 우승   | |
| 칼더 컵       | |
| 영구 결번     | |

뉴마켓 세인츠(Newmarket Saints)는 캐나다 온타리오주 뉴마켓을 연고지로 하는 1986년부터 1991년까지 AHL 소속되었던 아이스 하키팀이다.
1991년 연고지를 뉴펀들랜드 래브라도주 세인트존스 (세인트존스 메이플리프스)로 이전했다.

## 역대 홈경기장
| 뉴마켓 세인츠        |               |          |                   |      |
| 경기장               | 사용기간      | 수용인원 | 장소              | 비고 |
| 레이 트워니 콤플렉스 | 1986년~1991년 | 3,700명  | 온타리오주 뉴마켓 | 빈칸 |